# Dieckmannova kondenzace
Dieckmannova kondenzace je vnitromolekulární reakce diesterů se zásadami za vzniku β-ketoesterů. Je pojmenována po německém chemikovi Walteru Dieckmannovi. Mezimolekulární obdobou je Claisenova kondenzace.

## Mechanismus
Deprotonací esteru na pozici α vznikne enolátový anion, u kterého následně dojde k nukleofilnímu ataku za vzniku cyklického enolu. Protonací pomocí Brønstedovy–Lowryho kyseliny (například H3O+) se obnoví β-ketoester.
Vzhledem ke sterické stabilitě pěti- a šestičlenných cyklů nejčastěji vznikají právě takovéto produkty. 1,6-diestery vytváří pětičlenné β-ketoestery, zatímco 1,7-diestery vytváří šestičlenné β-ketoestery.
| Animace reakčního mechanismu Dieckmannovy kondenzace |
| Animace reakčního mechanismu                         |